# Tetralonioidella vulpecula
Tetralonioidella vulpecula är en biart som först beskrevs av Maurits Anne Lieftinck 1944.  Tetralonioidella vulpecula ingår i släktet Tetralonioidella och familjen långtungebin. Inga underarter finns listade i Catalogue of Life.